# Bidbid
Bidbid (ou Bid Bid ; en arabe : بدبد) est une localité du Sultanat d'Oman située au Nord du pays dans la région Ad-Dākhilīyah.

## Géographie
Bidbid se trouve dans la trouée de Sama'il qui sépare le Hajar occidental du Hajar oriental et ouvre aux territoires de l'intérieur un accès au golfe d'Oman. La localité bénéficie d'abondantes ressources en eau, comme en témoignent notamment ses jardins.
La ville compte environ 14 100 habitants. C'est le chef-lieu de la wilayat du même nom où l'on a dénombré 20 683 habitants lors du recensement de 2003.
Bidbid est desservi par un important axe routier, la voie express qui relie Nizwa et Izki à Sib ou à Mascate, la capitale.

## Histoire
Alors qu'il était jeune officier, membre des forces spéciales du SAS, le futur explorateur Ranulph Fiennes fut envoyé à Bidbid en 1968 pour y entraîner les hommes qui allaient participer à la guerre du Dhofar. Le camp militaire était installé sur une falaise au-dessus du wadi. Fiennes décrit cet épisode dans ses mémoires.

## Architecture
Comme beaucoup d'autres localités de la région, Bidbid est doté d'un falaj (système d'irrigation) et d'un fort. Celui de Bidbid est le premier du pays à avoir été restauré d'après les méthodes traditionnelles avec des matériaux d'origine (boue séchée, plâtre et paille).